# Catharsius ninus
Catharsius ninus är en skalbaggsart som beskrevs av Gillet 1918. Catharsius ninus ingår i släktet Catharsius och familjen bladhorningar. Inga underarter finns listade.